# Босна и Херцеговина на Летњим олимпијским играма 2000.
Босна и Херцеговина, коју представља Олимпијски комитет Босне и Херцеговине (ОК БиХ), послао је на Олимпијске игре 2000. у Сиднеју екипу од 9 такмичара (7 мушких и 2 жене) који се такмичили у 4 спорта.
Заставу на отварању је носио атлетичар Елвир Крехмић. Најстарији такмичар у екипи са 40 година је стрелац Зоран Новаковић. Најмлађа је била атлетичарка Дијана Којић са 18 година.

### Спортисти Босне и Херцеговине 2000 по дисциплинама
| Спорт      | Мушкарци | Жене | Укупно |
| ---------- | -------- | ---- | ------ |
| Атлетика   | 3        | 1    | 4      |
| Пливање    | 2        | 0    | 2      |
| Стрељаштво | 2        | 0    | 2      |
| Џудо       | 0        | 1    | 1      |
| Укупно     | 7        | 2    | 9      |

Спортисти Босне и Херцеговине нису освојили медаљу.

## Резултати по дисциплинама

### Атлетика

#### Мушкарци тркачке дисциплине
| Атлетичар Лични рекорд | Дисциплина | Група    | Група | Четвртфинале | Четвртфинале | Полуфинале | Полуфинале | Финале     | Финале | Детаљи |
| Атлетичар Лични рекорд | Дисциплина | Резултат | Место | Резултат     | Место        | Резултат   | Место      | Резултат   | Место  | Детаљи |
| ---------------------- | ---------- | -------- | ----- | ------------ | ------------ | ---------- | ---------- | ---------- | ------ | ------ |
| Ђуро Коџо 2:17:17      | маратон    |          |       |              |              |            |            | 2:39:14    | 78/100 |        |
| Жељко Петровић         | маратон    |          |       |              |              |            |            | 2:38:28 ЛР | 76/100 |        |

#### Техничке дисциплине
| Атлетичар Лични рекорд | Дисциплина | Квалификације | Квалификације | Квалификације | Квалификације | Финале           | Финале           | Финале           | Финале           | Финале           | Финале           | Финале           | Финале | Детаљи |
| Атлетичар Лични рекорд | Дисциплина | 1 покушај     | 2 покушај     | 3 покушај     | Место         | 1 круг           | 2 круг           | 3 круг           | 4 круг           | 5 круг           | 6 круг           | Најбољи резултат | Место  | Детаљи |
| ---------------------- | ---------- | ------------- | ------------- | ------------- | ------------- | ---------------- | ---------------- | ---------------- | ---------------- | ---------------- | ---------------- | ---------------- | ------ | ------ |
| Елвир Крехмић 2,31     | Скок увис  | -             | -             | 2,24          | 14-15/35      | Није се пласирао | Није се пласирао | Није се пласирао | Није се пласирао | Није се пласирао | Није се пласирао | 2,34             | 14-15  |        |

#### Жене
| Атлетичарка Лични рекорд | Дисциплина | Група    | Група | Четвртфинале      | Четвртфинале      | Полуфинале        | Полуфинале        | Финале            | Финале            | Детаљи |
| Атлетичарка Лични рекорд | Дисциплина | Резултат | Место | Резултат          | Место             | Резултат          | Место             | Резултат          | Место             | Детаљи |
| ------------------------ | ---------- | -------- | ----- | ----------------- | ----------------- | ----------------- | ----------------- | ----------------- | ----------------- | ------ |
| Дијана Којић 54,28       | 400 м      | 55,61    | 53/57 | Није се пласирала | Није се пласирала | Није се пласирала | Није се пласирала | Није се пласирала | Није се пласирала |        |

## Пливање

### Мушкарци
| Дисциплина     | Пливач Лични рекорд  | Квалификације | Квалификације    | Полуфинале       | Полуфинале       | Финале           | Финале   | Детаљи                                       |
| Дисциплина     | Пливач Лични рекорд  | Време         | Место            | Време            | Место            | Време            | Место    | Детаљи                                       |
| -------------- | -------------------- | ------------- | ---------------- | ---------------- | ---------------- | ---------------- | -------- | -------------------------------------------- |
| 100 м слободно | Жељко Панић          | 52,92         | група:6 — 7 мес. | Није се пласирао | Није се пласирао | Није се пласирао | 49/74    | Архивирано на веб-сајту (30. септембар 2007) |
| 100 м делфин   | Јанко Гојковић 54,87 | 55,55         | група:2 — 1 мес. | Није се пласирао | Није се пласирао | Није се пласирао | 39-40/63 |                                              |

## Стрељаштво

### Мушкарци
| Стрелац         | Дисциплина          | Квалификације      | Квалификације | Финале           | Финале           | Пласман |
| Стрелац         | Дисциплина          | Резултат           | Rank          | Score            | Rank             | Пласман |
| --------------- | ------------------- | ------------------ | ------------- | ---------------- | ---------------- | ------- |
| Неџад Фазлија   | 10 м Ваздушна пушка | 588                | 8/48          | 692,7            | 6/8              | 6       |
| Неџад Фазлија   | 50 м лежећи став    | 590                | 34/55         | Није се пласирао | Није се пласирао | 34      |
| Неџад Фазлија   | 50 м тростав        | 1132 (392+365+375) | 41/44         | Није се пласирао | Није се пласирао | 41      |
| Зоран Новаковић | Трап                | 109                | 23/41         | Није се пласирао | Није се пласирао | 23      |

## Џудо

#### Жене
| Такмичарка   | Дисцип. | Коло 64        | Коло 32          | Коло 16           | Четвртфинале      | Полуфинале        | Финале            | Репасаж 1 коло    | Репасаж 2 коло    | Репасаж 3 коло    | Репасаж Финале    |                   |
| Такмичарка   | Дисцип. | Противник Рез. | Противник Рез.   | Противник Рез.    | Противник Рез.    | Противник Рез.    | Противник Рез.    | Противник Рез.    | Противник Рез.    | Противник Рез.    | Противник Рез.    |                   |
| ------------ | ------- | -------------- | ---------------- | ----------------- | ----------------- | ----------------- | ----------------- | ----------------- | ----------------- | ----------------- | ----------------- | ----------------- |
| Аријана Јаха | -52 кг  |                | Деви Индија Пор. | Није се пласирала | Није се пласирала | Није се пласирала | Није се пласирала | Није се пласирала | Није се пласирала | Није се пласирала | Није се пласирала | Није се пласирала |

1. ↑  „БиХ на ЛОИ 2000. на сату sports-reference (језик: енглески)[[Категорија:Чланци са спољашњим везама на језику — енглески]]”. Архивирано из оригинала 08. 06. 2009. г. Приступљено 27. 12. 2009. Сукоб URL—викивеза (помоћ)